# Конча, Давид
Давид Конча Салас (исп. David Concha Salas; род. 20 ноября 1996, Сантандер) — испанский футболист, нападающий.

## Клубная карьера
Давид начинал свою карьеру в скромной команде «Марина Спорт». В 2006 году он попал в систему «Расинга». В 2013 году игрок дебютировал за вторую команду клуба и отметился забитым голом. В сезоне 2013/14 Давид начал попадать в состав первой команды «Расинга» и провёл тринадцать матчей. В следующем сезоне он стал основным форвардом клуба и отметился пятью голами. В июле 2015 года состоялся его переход в «Реал Сосьедад».

## Карьера в сборной
Давид является членом юношеской сборной Испании. В её составе он провёл восемь матчей и забил два гола. Он принимал участие на юношеском чемпионате Европы 2015. Испанцы выиграли этот турнир.

## Достижения
Сборная Испании (до 19)
- Чемпион Европы: 2015